# Barèges
Barèges là một xã thuộc tỉnh Hautes-Pyrénées trong vùng Occitanie tây nam nước Pháp. Khu vực này có độ cao trung bình 1250 mét trên mực nước biển. Xã này nằm trong thung lũng suối Bastan bên tuyến đường cũ Route nationale 618, "Đường Pyrénées."

## Liên kết ngoài

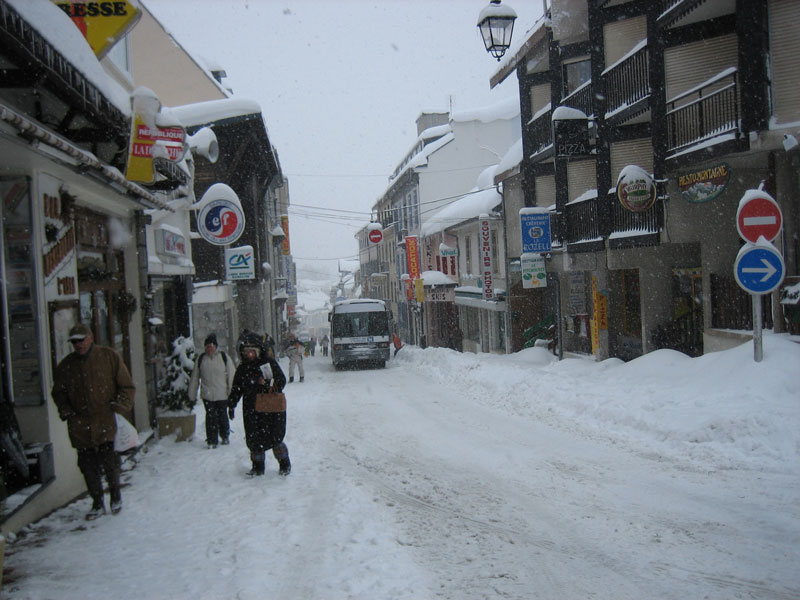
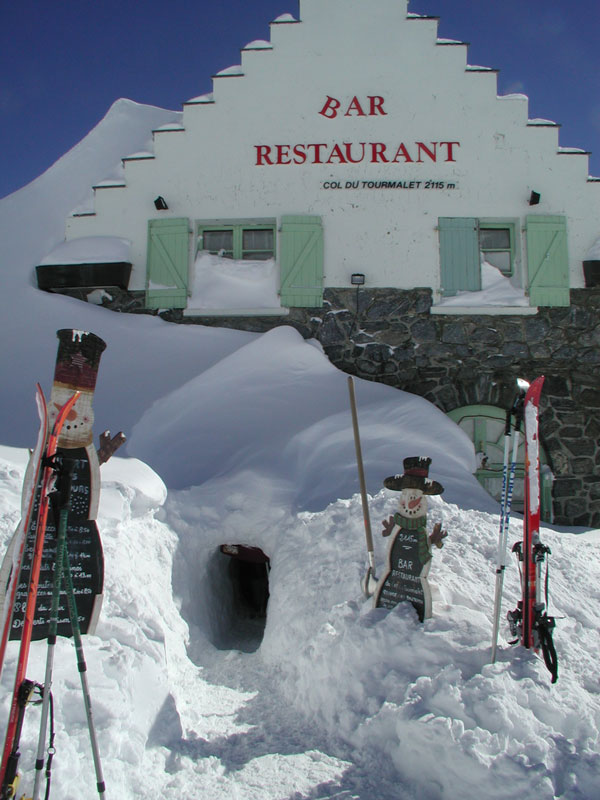